# 快樂童盟
《快樂童盟》（英語：Joyous Alliance）為香港電視娛樂／MakerVille製作的兒童節目。
因應本節目為牌照規定的特定對象自製節目，節目於2016年3月31日播放預告篇，同年4月6日隨著ViuTV啟播同日首播。
由2021年5月3日開始本節目由「家庭議會」冠名贊助。
因應通訊事務管理局於2023年2月「本地免費電視節目服務及聲音廣播牌照中期檢討結果」中取消指定播放節目須「完全屬香港本地製作」的規定關係，本節目於2023年6月2日播放完畢後結束。

## 節目特色
節目破天荒由一班不同膚色種族、不同國際國籍、不同視野的哥哥姐姐主持。希望建立小朋友的世界觀，將目光放遠，輕鬆學習不同國家的語言及文化。

## 節目內容
節目共分五個主題，星期一至五輪流由不同國籍的主持，用風趣幽默的方式、新鮮貼身的生活經歷，同小朋友輪流上課。 

### 星期一：趣味滿Fun星期一
逢星期一、三、五兒童節目會將遊戲、生活及智慧匯集。以輕鬆的手法呈現各個內容，勾起小朋友興趣，讓他們盡情投入享受半小時兒童時段！節目會由兩個主題內容（講港舊時 +非常冷知識）組成，期望小朋友觀眾每天打開電視都可以從不同的內容吸收到新的資訊。

### 星期二：遊學團
在疫情期間沒法離開香港旅行？但這並不代表安坐家中不能認識這個世界！主持會邀請嘉賓分享不同國家的風土人情，從而了解當地的歷史文化，將來如果能夠到訪他鄉就可以減少因文化差異造成的尷尬場面，最後嘉賓亦會分享當地的語言/俚語，讓觀眾對這些國家/城巿增加興趣。

### 星期三：「智」叻係你星期三
逢星期一、三、五兒童節目會將遊戲、生活及智慧匯集。以輕鬆的手法呈現各個內容，勾起小朋友興趣，讓他們盡情投入享受半小時兒童時段！節目會由兩個主題內容（講港舊時 +非常冷知識）組成，期望小朋友觀眾每天打開電視都可以從不同的內容吸收到新的資訊。

### 星期四：童你去探險
日常生活當中我們會接觸不同的動物，而這些動物都擁有可人之處，主持以探險的形式帶領觀眾深入認識不同的動物，了解牠們的習慣和嗜好，其後會邀請嘉賓教觀眾如何簡單“製造”這些動物，讓觀眾更深刻記得動物的特徵，發掘觀眾對大自然的好奇心和更愛護身邊的動物。

### 星期五：溫「故」知「生」星期五
逢星期一、三、五兒童節目會將遊戲、生活及智慧匯集。以輕鬆的手法呈現各個內容，勾起小朋友興趣，讓他們盡情投入享受半小時兒童時段！節目會由兩個主題內容（講港舊時 +非常冷知識）組成，期望小朋友觀眾每天打開電視都可以從不同的內容吸收到新的資訊。

## 前節目內容

### 星期一：問題・兒童・實驗室
主持會邀請小朋友進行簡單實驗，運用日常生活經常接觸到的物件，例如雞蛋、布鞋、冷衫、頸巾等等，了解不同科學原理，啟發同學仔思考，發掘科學生活的樂趣。

### 星期二：盞鬼教中
扮演客棧「教中」的陳炳銓（Danny）會將中國幾千年的語言文化，如成語、詩句、揭後語等，傳授予小朋友，而外籍主持會即場將相關的中文語句翻譯成英語、西班牙語或俄羅斯語，讓小朋友既認識中國文化，亦學懂多國語言。

### 星期三：旅童軍
來自五湖四海的主持邀請小朋友為大家介紹家鄉的獨特文化，無論是國旗含意、傳統風俗、還是趣味的地道玩意，各主持都會拿出來分享，小朋友安坐家中，仿如去了一趟旅行，擴闊國際視野。

### 星期四：童星同戲
由陳炳銓（Danny）主理，每集會找來不同的小朋友挑戰不同的戲劇場景，透過不同的練習和遊戲，啟發創意思維、增強自信及溝通能力，培養新一代小童星。

### 星期五：唔係玩玩下
兒童遊戲設計專家 Dr Win Win 為小朋友設計一系列好玩刺激的遊戲，讓小嘉賓及電視機前的小朋友放下讀書壓力，享受遊戲帶來的樂趣，並從中增強腦部及肌肉發展。

### 星期一：寵到冇人有
小朋友對動物世界充滿好奇心，而最常接觸的寵物都是常見的貓與狗。其實坊街仍有不少人仕飼養奇特又可愛的寵物，留意寵到冇人有向你逐一介紹吧！

### 星期三：運動孩
全世界有各式各樣的運動項目，而大家日常普遍都會見到籃球、足球等等這些比較普及的運動。不過在節目《運動孩》中，我們會邀請更多特別項目的專業運動員，為小朋友介紹他們未必知道的運動項目，並把裝備、訓練、經驗，以至個人收藏品一一分享給各位小朋友！

### 星期五：手作仔
做手作，不單可以激發小朋友創意，更可以訓練手眼協調！如果用日常生活中的廢物重用再做，便更加有親切感和成功感！小朋友快點跟爸爸媽媽準備好材料，一同減少廢物，循環再用，寓環保於娛樂！

### 星期二：辯論公堂
「公堂內不得嬉笑，唯辯論公堂例外」辯論可以嚴肅，可以面紅耳赤，亦可以是滿佈樂趣。所以每集辯題都經悉心設計，有趣之餘亦可擴闊小朋友的知識領域！

### 星期一：Kidio99
Kiddio99是快樂童盟之中大人、「細路哥」的發聲平台。我們需要有潛質的超新星加入。台長和主持們會發掘小朋友的潛能，發揮他們的小宇宙。由口才、配音聲效到訪問技巧都會和大家分享。Kiddio99可以將小朋友打造成一個充滿自信的主持，在日常生活中待人接物都可以更有信心。

### 星期三：職場實驗室
顧名思義，就是讓大家可以體驗社會上各種不同職業。節目中兩位主持將會化身成Planet 99星人，在一次探索任務中因系統故障而降落到地球，在維修太空船期間，更認識到地球社區上不同種類的職業，並邀請一名來自各行各業的嘉賓，為大家講解他的工作, 並與地球上的小朋友，一起體驗不同工作技能。

### 星期四：新紮魔術師
魔術，豈止是一場表演，更是一門藝術。《新紮魔術師》邀請專業魔術師Wesley .C，為小朋友介紹各種魔術效果和歷史、教大家自製魔術道具及魔術表演技巧。為自己和別人帶來歡樂，每個人都可以成為「新紮魔術師」！

### 星期五：查案畫過界
世上有很多懸案仍然未被偵破，快樂童盟最近組成了一個專案小隊，由Madam Edith領軍智破奇案。當中Madam會和探員分析證物、製作「疑犯」拼圖及「案發現場」重組。Madam藉此機會教導觀眾一些繪畫及上色的技巧。如何用簡單線條、幾何圖形就可以畫出栩栩如生的動物、人物。如何善用日常生活中的物品，製作出不同質感的填色效果。

### 星期一：初踏台板
每集講解粵劇的知識的，由唱、唸、做、打四方面講解傳統經典文化。為小朋友解開一切對粵劇的疑問，認識傳統冷知識！

### 星期二：盞鬼教史
英國哲學家Francis Bacon話，「讀史使人明智」，小朋友越早接觸歷史，對他們一生影響就越深遠！不過歷史書又有如厚厚字典，對小學生而言，要仔細翻閱的確難免沉悶⋯⋯《盞鬼教史》每集將歷史事件演繹成有趣故事，由一班飾演不同傳奇人物的主持及專家，為小朋友講解中外的經典歷史故事，一起接觸歷史，明是非、別嫌疑、理解自己、放眼世界！

### 星期三：時尚小教主
每集以不同風格時裝主題講述不同服飾的文化，並以小朋友角度認識和設計服飾，理解整個時裝文化！

### 星期四：人人有功練
每集都會講述不同種類的功夫和武術，一起接觸功夫，理解背後當中文化、歷史、知識，放眼世界！

### 星期五：魔術宅急便
每集都會講述不同種類的魔術！

### 星期四：職人駕到
培養興趣，對小孩的健康成長，以至一生都具有重要影響和意義。一方面可以提高他們的創意，又可以習得多種技能讓他們將來發展有更多選擇。香港有很多手作職人高手，如：打銀、皮革及藍染等，他們可以將手藝簡單地教授小朋友體驗。

## 曾為主持
- 衛冠宏、何慈茵、徐㴓喬、高露思、陳炳銓、王詠嘉、黃奕晨、偉謙、林玉兒、David、Artem Ansheles、姚祖恩[4][5]、Inder-Pal-Singh、金偉謙 (Khani)、劉巧瑜、星泰宏、樊沛珈
- 童星：陳天澤、成振道、湯懷德、吳易燑、吳藹蒑、趙曉晴、張逸朗、張煕捷、何珊娜、謝嘉鴻、黃泓俊

## 記事
- 由於ViuTV根據有關規定需於2017年4月1日或之前播放香港電台節目，本節目在2017年3月27日起提早於17:30播放，原時段18:30會播放香港電台節目。（主持：林玉兒、陳炳銓）
- 2017年11月17日，由於17:05-18:15直播《港島及九龍地域中學校際籃球比賽》第一組九龍女子甲組決賽，當日本節目提早至16:30-17:05播出。
- 2019年6月12日，由於15:50-18:00改為直播《新聞報道》，當日本節目順延至翌日14:00-14:30播出。
- 2019年10月1日，由於17:00-18:00改為直播《新聞報道》，當日本節目順延至翌日12:30-13:00播出。
- 2020年1月28日，由於16:30-18:00改為直播《新聞報道》，當日本節目順延至翌日12:30-13:00播出。
- 2020年1月31日，由於16:45-18:00改為直播《新聞報道》，當日本節目順延至翌日11:30-12:00播出。
- 2020年2月3日，由於17:00-18:00改為直播《新聞報道》，當日本節目順延至翌日11:30-12:00播出。
- 因通訊事務管理局暫時豁免在2020年5月1日至10月31日期間於免費電視綜合中文頻道播映「完全屬香港本地製作」兒童節目的規定關係[6]，本節目在2020年5月4日至10月30日期間暫停播映，其後通訊事務管理局再延長相關規定至2021年3月31日[7]，但ViuTV再沒有跟隨，並於2020年11月2日起播出本節目，之後再於2020年12月28日至2021年2月28日期間暫停播映，2021年3月1日起恢復播出本節目。
- 2021年7月23日，由於18:00-22:55直播東京奧運2020特備節目《奧運有得揀 - 開幕禮》，《6點新聞報道》改為於17:30-18:00播出，當日本節目提早至13:00-13:30播出。
- 2021年7月26日至8月6日，由於16:00-18:00直播東京奧運2020特備節目《東奧2020 - 午間直擊》，在此期間本節目提早至13:00-13:30播出。

## 備註
1. ↑  .   [2023-02-14]. （原始内容存档于2023-06-05）.
2. ↑  .   [2016-05-09]. （原始内容存档于2019-05-22）.
3. ↑  .   [2016-05-09]. （原始内容存档于2019-05-20）.
4. ↑  .   [2022-06-26]. （原始内容存档于2021-06-22）.
5. ↑  《快樂童盟》21歲主持港大混血女神JoJo姚祖恩！笑容甜美激似紅姑鍾楚紅
6. ↑  .   [2020-04-27]. （原始内容存档于2020-10-12）.
7. ↑  .   [2020-11-02]. （原始内容存档于2020-11-23）.

## 外部連結
- ViuTV官方頁面重溫 （页面存档备份，存于）